# جوردانا أنجي
چيوردانا أنجي (بالإيطالية: Giordana Angie)‏ هي مغنية إيطالية وُلدت في 12 يناير 1994، احتلت المركز الثاني في النسخة الثامنة عشرة من برنامج المواهب الإيطالي (Amici di Maria De Filippi).

## السيرة الذاتية

### السنوات المبكرة
ولدت في فان في بريتاني لأم فرنسية تعمل كمضيفة طيران وأب إيطالي وكانت تقضي السنوات الأولى من حياتها بين إيطاليا وفرنسا، حتى انتقلت أخيرًا إلى أبريليا مع أسرتها؛ لذلك قررت أن تكرس نفسها للموسيقى. عادت إلى إيطاليا لتدرس الغناء، وتعلمت العزف على البيانو أيضًا. نشأت مع معالم موسيقية تتراوح بين بوب ديلان وبيتلز إلى أيه سي/دي سي، من إديث بياف إلى مينا . التحقت بالمدرسة الثانوية الكلاسيكية.

### مهرجان سانريمو
في عام 2012 شاركت في مهرجان سانريمو في فئة الشباب. بعد ذلك أصبحت مترجمًة لـبوكر چينيريشن (Poker Generation) والموسيقى التصويرية لفيلم مينيجوتو (Minigotto) الذي يحمل نفس الاسم .
في عام 2016 أصدرت أول أغنية فردية لها من إنتاج تيتزيانو فيرو . في العام التالي قامت جوردانا بغناء بام بام الأغنية الرئيسية للطبعة الثانية من لاتسيو برايد؛ في نفس العام تم إصدار أغنية أمارتي (هنا والآن).
في عام 2018 كتبت الأغنية الفردية التي أدتها نينا زيلي في سانريمو، وفي أكتوبر من نفس العام التحقت بمدرسة أميسي دي ماريا دي فيليبي لتحتل المرتبة الثانية.
خلال الرحلة داخل برنامج المواهب كـتب عنها العديد من المقالات.  داخل المدرسة قامت أيضًا بتكوين صداقات وتعاونت مع ألبرتو أورسو -الفائز بالطبعة الثامنة عشرة- وكتبت نصف الأغنية الفردية "بجانبك"( Accanto a te )،  الواردة في أول ألبوم للمغنية.

### ألبوم كازا
حصلت بسبب ألبوم كازا (casa) في 19 أبريل 2019  على قرص ذهبي معتمد من FIMI لأنه تم بيع ما يزيد عن 25000 نسخة. لأكثر من شهرين منذ صدوره بقي الرقم القياسي في أعلى 10 من الترتيب الإيطالي الرسمي لأكثر الشرائط مبيعًا. تحتوي النسخة الأولى من الألبوم على 7 أغانٍ بينما في الإصدار الخاص، الذي نُشر في 24 مايو تمت إضافة مسارين آخرين: بين باريس ولوس انجلوس، يحتوي القرص أيضًا على أغنية من إنتاج ستروماي، عرضتها المغنية في اختبارات البرنامج والتي حققت نجاحًا كبيرًا على الفور.
الأغنية المنفردة الثانية من ألبوم كازا هي (أنني أطلب ألا أسأل ) ، أغنية مع جزء باللغة الفرنسية تم تقديمها مع ممثل أميسي مع أغنية (عدد المرات التي أنتظرك). كلتا الأغنيتين يمكن تصنيفهم كسيرة ذاتية، بينما تتعامل الأولى مع موضوعات أخف وأبسط مثل الحب والعاطفة، تحكي الثانية عن العلاقة الصعبة مع الأب. عُرضت المغنية الأغنيتين (كازا) و(أطلب ألا أسأل) في تراني في 14 يوليو 2019.

### الحياة الخاصة
ادعت جوردانا أنجي أنها مثلية جنسياً.

## التلفزيون
- مهرجان سانريمو 2012 ، منافسة
- منافسة أصدقاء ماريا دي فيليبى (2018)
- أصدقاء الأصدقاء ( القناة 5 ، 2019) مدربة
- مهرجان سانريمو 2020 ، منافسة

## المساهمات والألبومات

### الألبومات
- 2019 - ألبوم كازا
- 2020 - ألبوم أن أكون جولتك

### الإصدارات
- 2012 - شعر غير معروف
- 2016 - مغلق معك
- 2019 - الصفحة الرئيسية
- 2019 - أطلب ألا أسأل
- 2019 - أمسكني بقوة
- 2020 - مثل والدتي

## الجوائز
- 2019 - أصدقاء ماريا دي فيليبى ، جائزة نقاد TIM [2]
- 2019 - جائزة اتحاد المؤلفين [20]
- 2019 - أبريليا، جائزة سان ميشيل [21]

## روابط خارجية
- چوردانا أنجي على موقع ميوزك برينز (الإنجليزية)
- چوردانا أنجي على موقع أول ميوزيك (الإنجليزية)
- چوردانا أنجي على موقع ديسكوغز (الإنجليزية)